# Poecilocloeus corallipes
Poecilocloeus corallipes är en insektsart som först beskrevs av Bruner, L. 1911.  Poecilocloeus corallipes ingår i släktet Poecilocloeus och familjen gräshoppor. Inga underarter finns listade i Catalogue of Life.